# Centre Agora
Le centre  Agora (anglais : Agora center) est un bâtiment du campus de Mattilanniemi de  l'université de Jyväskylä en Finlande.

## Présentation
Le centre de recherche Agora a été créé afin de développer des activités de recherche dans les domaines de la société de l'information et des technologies de l'information et de la communication.
Le centre Agora est fermé le 1er janvier 2017 dans le cadre de la réorganisation du recteur Matti Manninen.
Le bâtiment est conçu par Arto Sipinen en 2000 et il héberge le centre de recherche Agora, la Faculté d'Informatique, le Département des technologies de l'information et l'institut de recherche en technologies de l'information.

## Laboratoires de recherche
Ses principaux laboratoires de recherche sont:

## Publications
Le centre Agora publie notamment la revue Human Technology et des articles dans Agoramedia.